# Баньюелос-де-Буреба
Баньюелос-де-Буреба (ісп. Bañuelos de Bureba) — муніципалітет в Іспанії, у складі автономної спільноти Кастилія-і-Леон, у провінції Бургос. Населення — 32 особи (2010).
Муніципалітет розташований на відстані близько 230 км на північ від Мадрида, 37 км на північний схід від Бургоса.

## Демографія
Динаміка населення (INE ):